# Бурденюк Григорій Гаврилович
Бурденок Григорій Гаврилович (нар. 10 червня 1966 — †14 грудня 1985) — радянський військовик, учасник афганської війни.

## Життєпис
Народився 10 червня 1966 року в с. Данківці Хотинського району. Закінчив Кіцманський сільгосптехнікум. Працював ветеринарним фельдшером у колгоспі.
До лав Радянської Армії був призваний 3.05.1985 року Кіцманським РВК.
В Афганістані з вересня 1985 року. Служив вогнеметником у десантно-штурмовому батальйоні в/ч польова пошта 83599, що дислокувалася в провінції Парван.
14 грудня 1985 року рядовий Григорій Бурденюк брав участь у бойовій операції в ущелині Кріт, що в Пандшерських горах, де був смертельно поранений.
Похований в с. Данківці Хотинського району, де його іменем названі вулиця та поле.

## Нагороди
- орден Червоної Зірки (посмертно)